# Histamin
Histamin je organsko jedinjenje azota koje učestvuje u lokalnom imunološkom odgovoru, kao i u regulaciji fizioloških funkcija stomaka, i koje dejstvuje kao neurotransmiter. Histamin inicira inflamatorni odgovor. Kao deo imunološkog odgovora na patogene, histamin proizvode eozinofilii i mastociti vezivnih tkiva. Histamin povećava kapilarnu permeabilnost za bela krvna zrnca i proteine, čime im omogućava dejstvo protiv stranih organizama u inficiranim tkivima.

## Sinteza i metabolizam
Histamin nastaje dekarboksilacijom aminokiselinâ histidina, reakcijom koja je katalizovana enzimom L-histidin dekarboksilazom. On je hidrofilni vazoaktivni amin.

## Literatura
- Di Giuseppe, M.;  . (2003). Nelson Biology 12. Toronto: Thomson Canada Ltd. стр. 473. ISBN 0-17-625987-2.
- Marieb, E. (2001). Human anatomy & physiology. San Francisco: Benjamin Cummings. стр. 414. ISBN 0-8053-4989-8.

## Spoljašnje veze
- DrugBank EXPT01785
- Histamin i histaminska intolerancija